# Kvazbamormia pskhuensis
Kvazbamormia pskhuensis är en tvåvingeart som beskrevs av Jezek 1994. Kvazbamormia pskhuensis ingår i släktet Kvazbamormia och familjen fjärilsmyggor. Inga underarter finns listade i Catalogue of Life.